# Liste der Münchner U-Bahnhöfe

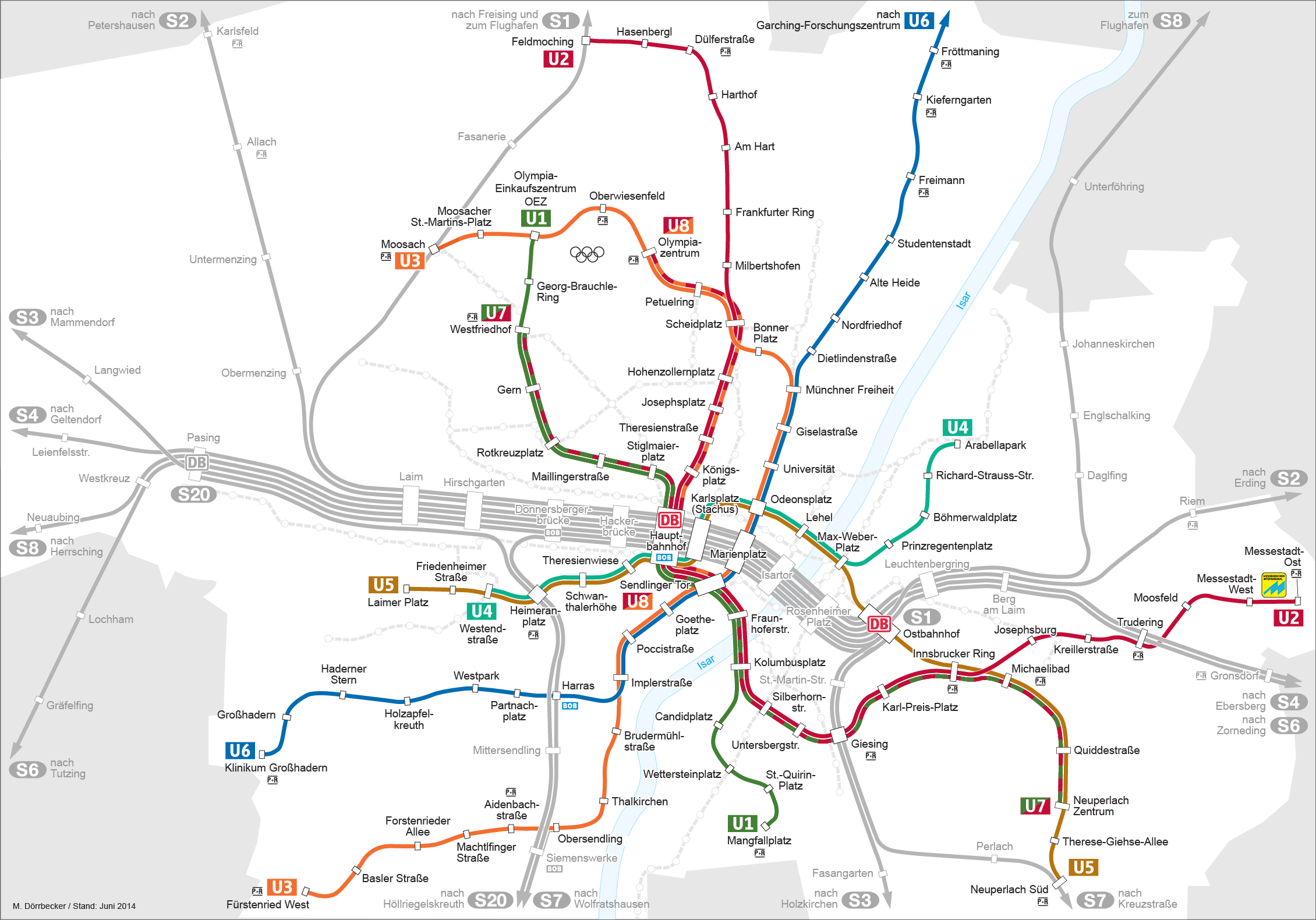
U-Bahn-Netz in topografischer Darstellung

Die Liste der Münchner U-Bahnhöfe ist eine Auflistung aller bestehenden, in Bau befindlichen und offiziell geplanten Stationen des Münchner U-Bahn-Systems. Das Netz umfasst acht Linien mit 100 Stationen bei einer Gesamtstreckenlänge von 100,8 Kilometern. Der durchschnittliche Stationsabstand beträgt damit rund 1.018 Meter. An vier Stationen sind Umstiege zwischen den Stammstrecken möglich, folglich hat die U-Bahn 96 Stationen bei einfacher Zählung.
Das 1971 eröffnete Schnellbahnnetz ist in drei Stammstrecken gegliedert, die auf ihren zentralen Abschnitten von je zwei Linien bedient werden. Von den 25 Münchner Stadtbezirken sind bis auf Pasing-Obermenzing, Aubing-Lochhausen-Langwied und Allach-Untermenzing alle an das Netz angeschlossen, hinzu kommt die nördlich von München gelegene Stadt Garching bei München. Geplant sind Erweiterungen nach Pasing und zu der Gemeinde Planegg südwestlich von München.
Die folgende Tabelle gibt eine Zusammenfassung über die wichtigsten Liniendaten. Der Punkt Eröffnung nennt das Datum der Einrichtung der Linie, nicht das der Eröffnung des ältesten bedienten Bahnhofs.
| Linie | Stationen | durchschnittl. Abstand | Eröffnung     | jüngste Erweiterung | Linienlänge |
| ----- | --------- | ---------------------- | ------------- | ------------------- | ----------- |
| U1    | 15        | 870 m                  | 18. Okt. 1980 | 31. Okt. 2004       | 12,185 km   |
| U2    | 27        | 938 m                  | 18. Okt. 1980 | 29. Mai 1999        | 24,377 km   |
| U3    | 25        | 884 m                  | 8. Mai 1972   | 11. Dez. 2010       | 21,204 km   |
| U4    | 13        | 770 m                  | 27. Okt. 1988 | 27. Okt. 1988       | 9,245 km    |
| U5    | 18        | 908 m                  | 10. März 1984 | 27. Okt. 1988       | 15,435 km   |
| U6    | 26        | 1.097 m                | 19. Okt. 1971 | 14. Okt. 2006       | 27,416 km   |
| U7    | 19        | 922 m                  | 11. Dez. 2011 | 11. Dez. 2011       | 16,602 km   |
| U8    | 19        | 876 m                  | 15. Dez. 2013 | 15. Dez. 2013       | 15,762 km   |

## Legende
Die Liste ist folgendermaßen aufgebaut:
- Bahnhof (Kürzel) & Lage: Name des U-Bahnhofs, das interne Kürzel der Münchner Verkehrsgesellschaft als Betreiber sowie ein Link zur Positionskarte; Bahnsteige auf unterschiedlichen Ebenen erhalten jeweils eigene Kürzel
- Linie: U-Bahn-Linie, die den Bahnhof bedient; halten mehrere Linien auf einer Bahnsteigebene, werden diese zusammengefasst, ansonsten nach Ebenen getrennt
- Kennfarbe: Die Kennfarbe der jeweiligen Station. Fast alle Stationen verfügen über ein farbiges Linienband an den Wänden um den Wiedererkennungswert zu erhöhen. Diese sind je nach Stammstrecke in Blau (Stammstrecke 1), Rot (2) oder Gelb (3) gehalten. Ausnahmen bilden neuere und umgebaute Stationen, die ersten Stationen der U3, bei denen die Linienbänder Orange sind, sowie der Südast der U5, der rote Linienbänder aufweist.
- Eröffnung: erstmalige Eröffnung des Bahnhofs für den öffentlichen Personenverkehr
- Stadtteil: Stadtteil, in der sich die Station befindet. Ausnahmen bilden die Stadt Garching bei München nördlich von München sowie die Gemeinde Planegg im Süden. Diese beiden Orte werden daher zur besseren Unterscheidung kursiv angegeben
- : Umsteigemöglichkeit zum Fernverkehr der Deutschen Bahn.
- : Umsteigemöglichkeit zum Regionalverkehr der Deutschen Bahn oder privater Bahnunternehmen.
- : Umsteigemöglichkeit zur Münchner S-Bahn.
- : Umsteigemöglichkeit zur Münchner Straßenbahn.
- : Umsteigemöglichkeit zum Münchner Bus oder zum Regionalbus.
- Anmerkungen: Anmerkungen zum U-Bahnhof über anliegende Werkstätten, Umbenennungen oder Gestaltungsmerkmale
- Umgebung: Sehenswürdigkeiten und bekannte Einrichtungen in der näheren Umgebung
- Bild: Bild des Bahnhofs, in der Regel des Bahnsteigs

Grau unterlegte Stationen sind derzeit noch im Bau oder in Planung.

## Liste
| Bahnhof (Kürzel) Lage            | Linie             | Kenn- farbe | Eröffnung     | Stadtteil                             | Fernverkehr | Regionalverkehr         | S-Bahn                           | Straßenbahn | Bus                                             | Anmerkungen | Umgebung | Bild                        |
|                                  |                   |             |               |                                       |             |                         |                                  | |                                                 | | |                             |
| -------------------------------- | ----------------- | ----------- | ------------- | ------------------------------------- | ----------- | ----------------------- | -------------------------------- | --- | ----------------------------------------------- | --- | --- | --------------------------- |
| Aidenbachstraße (AB)             | U3                | Blau        | 28. Okt. 1989 | Obersendling                          |             |                         |                                  | | 51 53 63 136                                    | | | Aidenbachstraße             |
| Alte Heide (AH)                  | U6                | Blau        | 19. Okt. 1971 | Schwabing                             |             |                         |                                  | | X35 X36 50 150                                  | | Nordfriedhof, Neuer Israelitischer Friedhof | Alte Heide                  |
| Am Hart (HA)                     | U2                | Rot         | 20. Nov. 1993 | Am Hart                               |             |                         |                                  | | 141 171 172 174 180 294 295                     | | BMW Group Forschungs- und Innovationszentrum | Am Hart                     |
| Am Knie (KI)                     | U5                |             |               | Pasing                                |             |                         |                                  | Straßenbahnlinie 19 | Bus                                             | im Bau | Westbad |                             |
| Arabellapark (AR)                | U4                | Gelb        | 27. Okt. 1988 | Bogenhausen                           |             |                         |                                  | Straßenbahnlinie 16 · Straßenbahnlinie 17 | X30 150 154 183 184 185 187                     | | Arabellapark, Klinikum Bogenhausen | Arabellapark                |
| Basler Straße (BA)               | U3                | Blau        | 1. Juni 1991  | Forstenried                           |             |                         |                                  | |                                                 | | | Basler Straße               |
| Baumschule Laim (WI)             | U5                |             |               | Laim Pasing                           |             |                         |                                  | | Bus                                             | im Bau | |                             |
| Bonner Platz (BP)                | U3                | Orange      | 8. Mai 1972   | Schwabing-West                        |             |                         |                                  | |                                                 | | | Bonner Platz                |
| Böhmerwaldplatz (BO)             | U4                | Gelb        | 27. Okt. 1988 | Bogenhausen                           |             |                         |                                  | | 59                                              | | |                             |
| Brudermühlstraße (BL)            | U3                | Blau        | 28. Okt. 1989 | Sendling                              |             |                         |                                  | | X30 54 153                                      | | | Brudermühlstraße            |
| Candidplatz (CP)                 | U1                | Rot         | 8. Nov. 1997  | Untergiesing                          |             |                         |                                  | | X30 52 54 153                                   | | Städtisches Stadion an der Grünwalder Straße | Candidplatz                 |
| Cosimapark (CO)                  | U4                |             |               | Bogenhausen Englschalking             |             |                         |                                  | | Bus                                             | in Planung | Cosimabad |                             |
| Dietlindenstraße (DL)            | U6                | Blau        | 19. Okt. 1971 | Schwabing                             |             |                         |                                  | | 59                                              | | | Dietlindenstraße            |
| Dülferstraße (DF)                | U2                | Rot         | 20. Nov. 1993 | Am Hart Hasenbergl                    |             |                         |                                  | | 60 141 172                                      | | Einkaufszentrum Mira, Panzerwiese |                             |
| Englschalking (ES)               | U4                |             |               | Englschalking                         |             |                         | S8                               | |                                                 | in Planung | |                             |
| Feldmoching (FM)                 | U2                | Rot         | 26. Okt. 1996 | Feldmoching Hasenbergl                |             | Regionalverkehr         | S1                               | | 170 171 172 173                                 | Bilder am Bahnsteig sollen an dörfliches Leben erinnern                                                          | | Feldmoching                 |
| Fideliopark (FP)                 | U4                |             |               | Englschalking                         |             |                         |                                  | | Bus                                             | in Planung | |                             |
| Forstenrieder Allee (FO)         | U3                | Blau        | 28. Okt. 1989 | Forstenried                           |             |                         |                                  | | 63 132                                          | | | Forstenrieder Allee         |
| Frankfurter Ring (FF)            | U2                | Rot         | 20. Nov. 1993 | Milbertshofen                         |             |                         |                                  | | X35 X36 50 150 177 178 179                      | | |                             |
| Fraunhoferstraße (FH)            | U1 · U2 · U7 · U8 | Rot         | 18. Okt. 1980 | Isarvorstadt                          |             |                         |                                  | Straßenbahnlinie 18 | 132                                             | wegen Isarnähe mit Säulen gestützt                                                                               | Staatstheater am Gärtnerplatz, Europäisches Patentamt, Deutsches Museum                                                                                       | Fraunhoferstraße            |
| Freimann (FR)                    | U6                |             | 19. Okt. 1971 | Freimann                              |             |                         |                                  | |                                                 | oberirdische Station                                                                                             | Zenith | Freimann                    |
| Friedenheimer Straße (FI)        | U5                | Gelb        | 24. März 1988 | Laim                                  |             |                         |                                  | |                                                 | | | Friedenheimer Straße        |
| Fröttmaning (FT)                 | U6                |             | 30. Juni 1994 | Freimann                              |             |                         |                                  | |                                                 | Betriebsanlage Nord; oberirdische Station; zwei Mittelbahnsteige                                                 | Allianz Arena, Fröttmaninger Heide | Fröttmaning                 |
| Fürstenried West (FW)            | U3                | Blau        | 1. Juni 1991  | Fürstenried                           |             |                         |                                  | | 56 134 166 260 261 267 936                      | | | Fürstenried West            |
| Garching (GR)                    | U6                |             | 14. Okt. 2006 | Garching                              |             |                         |                                  | | 230 290 292 293                                 | außerhalb des Münchner Stadtgebiets                                                                              | |                             |
| Garching-Forschungszentrum (GF)  | U6                |             | 14. Okt. 2006 | Garching                              |             |                         |                                  | | X201 X660 230 292 690                           | außerhalb des Münchner Stadtgebiets, Informationstafeln zu verschiedenen Wissenschaftlern an den Bahnsteigwänden | Hochschul- und Forschungszentrum Garching (TU München, LMU München, diverse Max-Planck-Institute)                                                             | Garching-Forschungszentrum  |
| Garching-Hochbrück (GK)          | U6                | Blau        | 28. Okt. 1995 | Garching                              |             |                         |                                  | | X201 X202 219 230 290 292 294 695               | außerhalb des Münchner Stadtgebiets, oberirdische Station; Seitenbahnsteige                                      | | Garching-Hochbrück          |
| Georg-Brauchle-Ring (GB)         | U1 · U7           | Rot         | 18. Okt. 2003 | Moosach                               |             |                         |                                  | | 143 175 180                                     | Architekturpreis für Franz Ackermann                                                                             | Abfallwirtschaftsbetrieb München, Berufsschulzentrum an der Riesstraße, Hochhaus Uptown München                                                               | Georg-Brauchle-Ring         |
| Gern (GE)                        | U1 · U7           | Rot         | 23. Mai 1998  | Neuhausen                             |             |                         |                                  | |                                                 | | Villenkolonie Gern | Gern                        |
| Giesing (GG)                     | U2 · U7 · U8      | Rot         | 18. Okt. 1980 | Obergiesing Ramersdorf                |             |                         | S3 · S7                          | Straßenbahnlinie 18 | 54 59 139 153 220                               | | | Giesing                     |
| Giselastraße (GI)                | U3 · U6           | Blau        | 19. Okt. 1971 | Schwabing                             |             |                         |                                  | | 54 58 68 154                                    | | LMU München, Studierendenwerk München Oberbayern, Englischer Garten                                                                                           | Giselastraße                |
| Goetheplatz (GO)                 | U3 · U6           | Blau        | 19. Okt. 1971 | Isarvorstadt Ludwigsvorstadt          |             |                         |                                  | | 58 68                                           | | Theresienwiese, Bavaria, Ruhmeshalle, LMU Klinikum (Campus Innenstadt)                                                                                        | Goetheplatz                 |
| Großhadern (GH)                  | U6                | Blau        | 22. Mai 1993  | Hadern                                |             |                         |                                  | | 56 160 268                                      | | |                             |
| Haderner Stern (HD)              | U6                | Blau        | 22. Mai 1993  | Hadern                                |             |                         |                                  | |                                                 | | Einkaufszentrum Haderner Stern | Haderner Stern              |
| Harras (HS)                      | U6                | Blau        | 22. Nov. 1975 | Sendling                              |             | Regionalverkehr         | S7                               | | X30 53 54 130 132 134 153 157                   | | Friedhof Sendling, Südbad | Harras                      |
| Harthof (HF)                     | U2                | Rot         | 20. Nov. 1993 | Am Hart                               |             |                         |                                  | | 141 170 171                                     | | | Harthof                     |
| Hasenbergl (HL)                  | U2                | Rot         | 26. Okt. 1996 | Hasenbergl                            |             |                         |                                  | | 60 172                                          | | | Hasenbergl                  |
| Hauptbahnhof (HU)                | U1 · U2 · U7 · U8 | Rot         | 18. Okt. 1980 | Ludwigsvorstadt                       | Fernverkehr | Regionalverkehr         | S1 · S2 · S3 · S4 · S6 · S7 · S8 | Straßenbahnlinie 16 · Straßenbahnlinie 17 · Straßenbahnlinie 18 · Straßenbahnlinie 19 · Straßenbahnlinie 20 · Straßenbahnlinie 21 · Straßenbahnlinie 29                       | 58 68 100                                       | viergleisiger Verzweigungsbahnhof                                                                                | Neues Justizgebäude, Justizpalast | Hauptbahnhof                |
| Hauptbahnhof (HO)                | U4 · U5           | Gelb        | 10. März 1984 | Ludwigsvorstadt                       | Fernverkehr | Regionalverkehr         | S1 · S2 · S3 · S4 · S6 · S7 · S8 | Straßenbahnlinie 16 · Straßenbahnlinie 17 · Straßenbahnlinie 18 · Straßenbahnlinie 19 · Straßenbahnlinie 20 · Straßenbahnlinie 21 · Straßenbahnlinie 29                       | 58 68 100                                       | | Neues Justizgebäude, Justizpalast | Hauptbahnhof                |
| Heimeranplatz (HP)               | U4 · U5           | Gelb        | 10. März 1984 | Schwanthalerhöhe                      |             | Regionalverkehr         | S7 · S20                         | | 62 63 130 157                                   | | Fraunhofer-Haus, ADAC-Zentrale | Heimeranplatz               |
| Hohenzollernplatz (HZ)           | U2 · U8           | Rot         | 18. Okt. 1980 | Schwabing-West                        |             |                         |                                  | Straßenbahnlinie 12 · Straßenbahnlinie 27 | 53 59                                           | | Nordbad | Hohenzollernplatz           |
| Holzapfelkreuth (HK)             | U6                | Blau        | 16. Apr. 1983 | Hadern Sendling-Westpark              |             |                         |                                  | | 51 151 167                                      | | | Holzapfelkreuth             |
| Implerstraße (IP)                | U3 · U6           | Blau        | 22. Nov. 1975 | Sendling                              |             |                         |                                  | | 132                                             | dreigleisiger Verzweigungsbahnhof; Abzweig Betriebsanlage Theresienwiese                                         | Großmarkthalle München | Implerstraße                |
| Innsbrucker Ring (IR)            | U2 · U5 · U7 · U8 | Gelb Rot    | 18. Okt. 1980 | Berg am Laim Ramersdorf               |             |                         |                                  | |                                                 | viergleisiger Kreuzungsbahnhof, Anschlusstreffen U2 und U5                                                       | | Innsbrucker Ring            |
| Josephsburg (JB)                 | U2                | Rot         | 29. Mai 1999  | Berg am Laim                          |             |                         |                                  | | 187                                             | | St. Michael Berg am Laim | Josephsburg                 |
| Josephsplatz (JO)                | U2 · U8           | Rot         | 18. Okt. 1980 | Maxvorstadt                           |             |                         |                                  | | 153 154                                         | | St. Joseph, Alter Nordfriedhof | Josephsplatz                |
| Karl-Preis-Platz (KP)            | U2 · U7 · U8      | Rot         | 18. Okt. 1980 | Ramersdorf                            |             |                         |                                  | | X200 55 59 145 155                              | | Bereitschaftspolizei | Karl-Preis-Platz            |
| Karlsplatz (Stachus) (KA)        | U4 · U5           | Gelb        | 10. März 1984 | Altstadt Ludwigsvorstadt Maxvorstadt  |             |                         | S1 · S2 · S3 · S4 · S6 · S7 · S8 | Straßenbahnlinie 16 · Straßenbahnlinie 17 · Straßenbahnlinie 18 · Straßenbahnlinie 19 · Straßenbahnlinie 20 · Straßenbahnlinie 21 · Straßenbahnlinie 27 · Straßenbahnlinie 28 |                                                 | tiefster U-Bahnhof Münchens (25 m) mit der längsten Rolltreppe (56,5 m)                                          | Karlsplatz, Karlstor, Justizpalast, Neues Justizgebäude, Alter Botanischer Garten, Börse München, Maxburg, Lenbachplatz, Wittelsbacherbrunnen                 | Karlsplatz                  |
| Kieferngarten (KG)               | U6                | Blau        | 19. Okt. 1971 | Freimann                              |             |                         |                                  | | 140 170 178 180                                 | oberirdische Station; zwei Mittelbahnsteige                                                                      | MOC Veranstaltungscenter | Kieferngarten               |
| Klinikum Großhadern (KL)         | U6                | Blau        | 22. Mai 1993  | Hadern                                |             |                         |                                  | | X910 56 266 269                                 | | LMU Klinikum (Campus Großhadern) |                             |
| Kolumbusplatz (KO)               | U1 · U2 · U7 · U8 | Rot         | 18. Okt. 1980 | Au                                    |             |                         |                                  | | 52 58 68                                        | dreigleisiger Verzweigungsbahnhof                                                                                | Nockherberg | Kolumbusplatz               |
| Königsplatz (KN)                 | U2 · U8           | Rot         | 18. Okt. 1980 | Maxvorstadt                           |             |                         |                                  | | 58 68 100                                       | Bahnhof mit Nachbildungen aus den Museen geschmückt                                                              | Glyptothek, Staatliche Antikensammlungen, Städtische Galerie im Lenbachhaus, Propyläen, Karolinenplatz, TU München (Stammgelände)                             | Königsplatz                 |
| Kreillerstraße (KR)              | U2                | Rot         | 29. Mai 1999  | Berg am Laim                          |             |                         |                                  | Straßenbahnlinie 21 |                                                 | | | Kreillerstraße              |
| Laimer Platz (LP)                | U5                | Gelb        | 24. März 1988 | Laim                                  |             |                         |                                  | | 51 57 151 168                                   | | | Laimer Platz                |
| Lehel (LH)                       | U4 · U5           | Gelb        | 27. Okt. 1988 | Lehel                                 |             |                         |                                  | Straßenbahnlinie 16 |                                                 | | Museum Fünf Kontinente, Maxmonument, Bayerisches Nationalmuseum, Haus der Kunst                                                                               | Lehel                       |
| Machtlfinger Straße (MR)         | U3                | Blau        | 28. Okt. 1989 | Obersendling                          |             |                         |                                  | | 51                                              | | | Machtlfinger Straße         |
| Maillingerstraße (MA)            | U1 · U7           | Rot         | 8. Mai 1983   | Neuhausen                             |             |                         |                                  | | 153                                             | | Augenklinik Herzog Carl Theodor | Maillingerstraße            |
| Mangfallplatz (ML)               | U1                | Rot         | 8. Nov. 1997  | Harlaching                            |             |                         |                                  | | 139                                             | | McGraw-Kaserne | Mangfallplatz               |
| Marienplatz (MP)                 | U3 · U6           | Blau        | 19. Okt. 1971 | Altstadt                              |             |                         | S1 · S2 · S3 · S4 · S6 · S7 · S8 | Straßenbahnlinie 19 · Straßenbahnlinie 21 | 132                                             | | Marienplatz, Neues und Altes Rathaus, Viktualienmarkt, St. Peter, Schrannenhalle, Jüdisches Zentrum München, Frauenkirche, Hofbräuhaus, Alter Hof             | Marienplatz                 |
| Martinsried (MD)                 | U6                |             |               | Planegg                               |             |                         |                                  | | Bus                                             | im Bau, außerhalb des Stadtgebiets                                                                               | Campus Martinsried (LMU München, Max-Planck-Institut für Biochemie, Max-Planck-Institut für biologische Intelligenz, IZB Martinsried)                         |                             |
| Max-Weber-Platz (MW)             | U4 · U5           | Gelb        | 27. Okt. 1988 | Haidhausen                            |             |                         |                                  | Straßenbahnlinie 25 · Straßenbahnlinie 17 · Straßenbahnlinie 19 · Straßenbahnlinie 21                                                                                         | 155                                             | historischer Straßenbahnwagen im Zwischengeschoss                                                                | Maximilianeum, Bayerischer Landtag, Hofbräukeller | Max-Weber-Platz             |
| Messestadt Ost (MS)              | U2                | Rot         | 29. Mai 1999  | Riem                                  |             |                         |                                  | | 186 190 234 62 459                              | teilweise mit verglastem Dach; Sonnenuhr im östlichen Ausgang integriert                                         | Messe München | Messestadt Ost              |
| Messestadt West (ME)             | U2                | Rot         | 29. Mai 1999  | Riem                                  |             |                         |                                  | | 139 183 190 234 263 264                         | | Messe München, Riemer Park, Riem Arcaden | Messestadt West             |
| Michaelibad (MC)                 | U5 · U7 · U8      | Rot         | 18. Okt. 1980 | Berg am Laim Perlach                  |             |                         |                                  | | 187 195 199                                     | | Michaelibad, Ostpark | Michaelibad                 |
| Milbertshofen (MI)               | U2                | Rot         | 20. Nov. 1993 | Milbertshofen                         |             |                         |                                  | |                                                 | | Petuelpark, Pfennigparade | Milbertshofen               |
| Moosach (MO)                     | U3                |             | 11. Dez. 2010 | Moosach                               |             | Regionalverkehr         | S1                               | Straßenbahnlinie 20 | X35 X80 51 162 163 169 176 710                  | | | Moosach                     |
| Moosacher St.-Martins-Platz (MM) | U3                |             | 11. Dez. 2010 | Moosach                               |             |                         |                                  | | X35 163                                         | | Kultur- und Bürgerhaus Pelkovenschlössl | Moosacher St.-Martins-Platz |
| Moosfeld (MF)                    | U2                | Rot         | 29. Mai 1999  | Trudering                             |             |                         |                                  | |                                                 | | Friedhof Riem | Moosfeld                    |
| Münchner Freiheit (MU)           | U3 · U6           | Blau Orange | 19. Okt. 1971 | Schwabing                             |             |                         |                                  | Straßenbahnlinie 23 | 53 54 59 142                                    | viergleisiger Verzweigungsbahnhof                                                                                | Münchner Freiheit, Englischer Garten | Münchner Freiheit           |
| Neuperlach Süd (NS)              | U5                | Rot         | 18. Okt. 1980 | Perlach                               |             |                         | S7                               | | 195 196 199 210 211 212 217 222 229 411         | oberirdischer Bahnhof; bahnsteiggleicher Umstieg zur S-Bahn möglich; Betriebsanlage Süd                          | | Neuperlach Süd              |
| Neuperlach Zentrum (NZ)          | U5 · U7 · U8      | Rot         | 18. Okt. 1980 | Perlach                               |             |                         |                                  | | 55 139 192 196 197 198 199                      | | Einkaufs-Center Neuperlach – pep | Neuperlach Zentrum          |
| Nordfriedhof (NF)                | U6                | Blau        | 19. Okt. 1971 | Schwabing                             |             |                         |                                  | | 150                                             | Seitenbahnsteige                                                                                                 | Nordfriedhof | Nordfriedhof                |
| Obersendling (OS)                | U3                | Blau        | 28. Okt. 1989 | Obersendling Thalkirchen              |             | Regionalverkehr         | S7                               | | 134 136                                         | Übergang zum S-Bahnhof Siemenswerke                                                                              | Siemenswerke | Obersendling                |
| Oberwiesenfeld (ON)              | U3                | Orange      | 28. Okt. 2007 | Milbertshofen                         |             |                         |                                  | | X35 X36 50                                      | Tageslichtbeleuchtung durch 15 Lichtschächte                                                                     | Olympiapark, Olympisches Dorf |                             |
| Odeonsplatz (OD)                 | U3 · U6           | Blau        | 19. Okt. 1971 | Altstadt Maxvorstadt                  |             |                         |                                  | | 100 153                                         | | Theatinerkirche, Residenz, Residenztheater, Nationaltheater, Staatliches Museum Ägyptischer Kunst, Hofgarten, Münzmuseum, Feldherrnhalle, Palais Leuchtenberg | Odeonsplatz                 |
| Odeonsplatz (OU)                 | U4 · U5           | Gelb        | 1. März 1986  | Altstadt Maxvorstadt                  |             | Odeonsplatz             |                                  | | 100 153                                         | | Theatinerkirche, Residenz, Residenztheater, Nationaltheater, Staatliches Museum Ägyptischer Kunst, Hofgarten, Münzmuseum, Feldherrnhalle, Palais Leuchtenberg |                             |
| Olympia-Einkaufszentrum (OE)     | U1 · U7           | Rot         | 31. Okt. 2004 | Moosach                               |             |                         |                                  | | X35 X36 50 60 143 163 175                       | Seitenbahnsteige                                                                                                 | Olympia-Einkaufszentrum | Olympia-Einkaufszentrum     |
| Olympia-Einkaufszentrum (OK)     | U3                | Orange      | 28. Okt. 2007 | Moosach                               |             | Olympia-Einkaufszentrum |                                  | | X35 X36 50 60 143 163 175                       | | Olympia-Einkaufszentrum |                             |
| Olympiazentrum (OZ)              | U3 · U8           | Orange      | 8. Mai 1972   | Milbertshofen                         |             |                         |                                  | | 173 180                                         | zwei Mittelbahnsteige                                                                                            | Olympiapark, Olympisches Dorf, Olympiastadion, BMW (Stammwerk, Vierzylinder, Museum, Welt)                                                                    | Olympiazentrum              |
| Ostbahnhof (OB)                  | U5                | Gelb        | 27. Okt. 1988 | Haidhausen                            | Fernverkehr | Regionalverkehr         | S1 · S2 · S3 · S4 · S6 · S7 · S8 | Straßenbahnlinie 21 | X30 X200 54 55 58 62 68 100 145 149 155 190 191 | | Werksviertel, Kartoffelmuseum | Ostbahnhof                  |
| Partnachplatz (PA)               | U6                | Blau        | 16. Apr. 1983 | Sendling-Westpark                     |             |                         |                                  | | 54                                              | | | Partnachplatz               |
| Pasing (PG)                      | U5                |             |               | Pasing                                | Fernverkehr | Regionalverkehr         | S3 · S4 · S6 · S8                | | Bus                                             | im Bau | Pasing Arcaden, Pasinger Marienplatz |                             |
| Petuelring (PR)                  | U3 · U8           | Orange      | 8. Mai 1972   | Milbertshofen Schwabing-West          |             |                         |                                  | Straßenbahnlinie 27 | 173 177 178                                     | | BMW (Stammwerk, Vierzylinder, Museum, Welt), Olympia-Eissportzentrum                                                                                          | Petuelring                  |
| Poccistraße (PC)                 | U3 · U6           | Blau        | 28. Mai 1978  | Isarvorstadt Ludwigsvorstadt          |             |                         |                                  | | 62                                              | nachträglich ins Netz eingefügt                                                                                  | Südbahnhof, Theresienwiese, Kreisverwaltungsreferat | Poccistraße                 |
| Prinzregentenplatz (PZ)          | U4                | Gelb        | 27. Okt. 1988 | Bogenhausen Haidhausen                |             |                         |                                  | | 54 58 68 100                                    | | Prinzregententheater | Prinzregentenplatz          |
| Quiddestraße (QI)                | U5 · U7 · U8      | Rot         | 18. Okt. 1980 | Perlach                               |             |                         |                                  | | 139 192 197 199                                 | | Ostpark | Quiddestraße                |
| Richard-Strauss-Straße (RS)      | U4                | Gelb        | 27. Okt. 1988 | Bogenhausen                           |             |                         |                                  | | 59 187 188 189                                  | Seitenbahnsteige                                                                                                 | HVB-Tower | Richard-Strauss-Straße      |
| Rotkreuzplatz (RO)               | U1 · U7           | Rot         | 8. Mai 1983   | Neuhausen                             |             |                         |                                  | Straßenbahnlinie 12 | 53 62 63 144                                    | | Rotkreuzklinikum | Rotkreuzplatz               |
| Scheidplatz (SP)                 | U2 · U3 · U8      | Orange      | 8. Mai 1972   | Schwabing-West                        |             |                         |                                  | Straßenbahnlinie 12 · Straßenbahnlinie 28 | 140 141 142 144                                 | viergleisiger Kreuzungsbahnhof, Anschlusstreffen U2 und U3                                                       | Luitpoldpark, Klinikum Schwabing | Scheidplatz                 |
| Schwanthalerhöhe (SH)            | U4 · U5           | Gelb        | 10. März 1984 | Schwanthalerhöhe                      |             |                         |                                  | | 53 134 153                                      | hieß bis 1998 Messegelände; Abzweig Betriebsanlage Theresienwiese                                                | Verkehrszentrum des Deutschen Museums, Alte Kongresshalle, Bavaria, Ruhmeshalle                                                                               | Schwanthalerhöhe            |
| Sendlinger Tor (SE)              | U3 · U6           | Blau        | 19. Okt. 1971 | Altstadt Isarvorstadt Ludwigsvorstadt |             |                         |                                  | Straßenbahnlinie 16 · Straßenbahnlinie 17 · Straßenbahnlinie 18 · Straßenbahnlinie 27 · Straßenbahnlinie 28                                                                   | 52 62                                           | | Sendlinger Tor, Hauptfeuerwache, Münchner Marionettentheater                                                                                                  | Sendlinger Tor              |
| Sendlinger Tor (SU)              | U1 · U2 · U7 · U8 | Rot         | 18. Okt. 1980 | Altstadt Isarvorstadt Ludwigsvorstadt |             | Sendlinger Tor          |                                  | Straßenbahnlinie 16 · Straßenbahnlinie 17 · Straßenbahnlinie 18 · Straßenbahnlinie 27 · Straßenbahnlinie 28                                                                   | 52 62                                           | | Sendlinger Tor, Hauptfeuerwache, Münchner Marionettentheater                                                                                                  |                             |
| Silberhornstraße (SI)            | U2 · U7 · U8      | Rot         | 18. Okt. 1980 | Obergiesing                           |             |                         |                                  | Straßenbahnlinie 25 | X30 58 68                                       | | Städtisches Stadion an der Grünwalder Straße | Silberhornstraße            |
| St.-Quirin-Platz (SQ)            | U1                | Rot         | 8. Nov. 1997  | Untergiesing                          |             |                         |                                  | | 220                                             | „Gläsernes Auge“ überspannt den Bahnhof                                                                          | | St.-Quirin-Platz            |
| Stiglmaierplatz (SM)             | U1 · U7           | Rot         | 8. Mai 1983   | Maxvorstadt                           |             |                         |                                  | Straßenbahnlinie 20 · Straßenbahnlinie 21 · Straßenbahnlinie 29 |                                                 | | Löwenbräukeller, Strafjustizzentrum | Stiglmaierplatz             |
| Studentenstadt (ST)              | U6                | Blau        | 19. Okt. 1971 | Freimann                              |             |                         |                                  | | X35 X36 50 177 181 231 233                      | oberirdische Station                                                                                             | Studentenstadt, Max-Planck-Institut für Physik | Studentenstadt              |
| Thalkirchen (TK)                 | U3                | Blau        | 28. Okt. 1989 | Thalkirchen                           |             |                         |                                  | | 135                                             | | Tierpark Hellabrunn, Flaucher | Thalkirchen                 |
| Therese-Giehse-Allee (TG)        | U5                | Rot         | 18. Okt. 1980 | Perlach                               |             |                         |                                  | |                                                 | | | Therese-Giehse-Allee        |
| Theresienstraße (TH)             | U2 · U8           | Rot         | 18. Okt. 1980 | Maxvorstadt                           |             |                         |                                  | |                                                 | | Alte Pinakothek, Neue Pinakothek, Pinakothek der Moderne, TU München (Stammgelände)                                                                           | Theresienstraße             |
| Theresienwiese (TW)              | U4 · U5           | Gelb        | 10. März 1984 | Ludwigsvorstadt                       |             |                         |                                  | |                                                 | | Theresienwiese, Bavaria, Ruhmeshalle, St. Paul | Theresienwiese              |
| Trudering (TR)                   | U2                | Rot         | 29. Mai 1999  | Trudering                             |             |                         | S4 · S6                          | | 139 185 192 193 194                             | | | Trudering                   |
| Universität (UN)                 | U3 · U6           | Blau        | 19. Okt. 1971 | Maxvorstadt                           |             |                         |                                  | | 58 68 153 154                                   | | LMU München (Hauptgebäude), Bayerischer Verwaltungsgerichtshof, Bayerische Staatsbibliothek, Siegestor, Englischer Garten                                     | Universität                 |
| Untersbergstraße (UB)            | U2 · U7 · U8      | Rot         | 18. Okt. 1980 | Obergiesing                           |             |                         |                                  | |                                                 | | | Untersbergstraße            |
| Westendstraße (WS)               | U4 · U5           | Gelb        | 10. März 1984 | Laim                                  |             |                         |                                  | Straßenbahnlinie 18 | 130 157                                         | | | Westendstraße               |
| Westfriedhof (WF)                | U1 · U7           | Rot         | 23. Mai 1998  | Moosach                               |             |                         |                                  | Straßenbahnlinie 20 · Straßenbahnlinie 21 | 151 164 165 180                                 | | Westfriedhof, Städtisches Stadion an der Dantestraße, Borstei                                                                                                 | Westfriedhof                |
| Westpark (WP)                    | U6                | Blau        | 16. Apr. 1983 | Sendling-Westpark                     |             |                         |                                  | | 63                                              | | Westpark | Westpark                    |
| Wettersteinplatz (WT)            | U1                | Rot         | 8. Nov. 1997  | Untergiesing                          |             |                         |                                  | Straßenbahnlinie 25 |                                                 | | Städtisches Stadion an der Grünwalder Straße, Geschäftsstelle des FC Bayern München, Vereinsgelände des TSV 1860 München                                      | Wettersteinplatz            |